# A Friendly Husband
A Friendly Husband er en amerikansk stumfilm fra 1923 af John G. Blystone.

## Medvirkende
- Lupino Lane
- Alberta Vaughn som Tootsie
- Eva Thatcher